# Barroco español

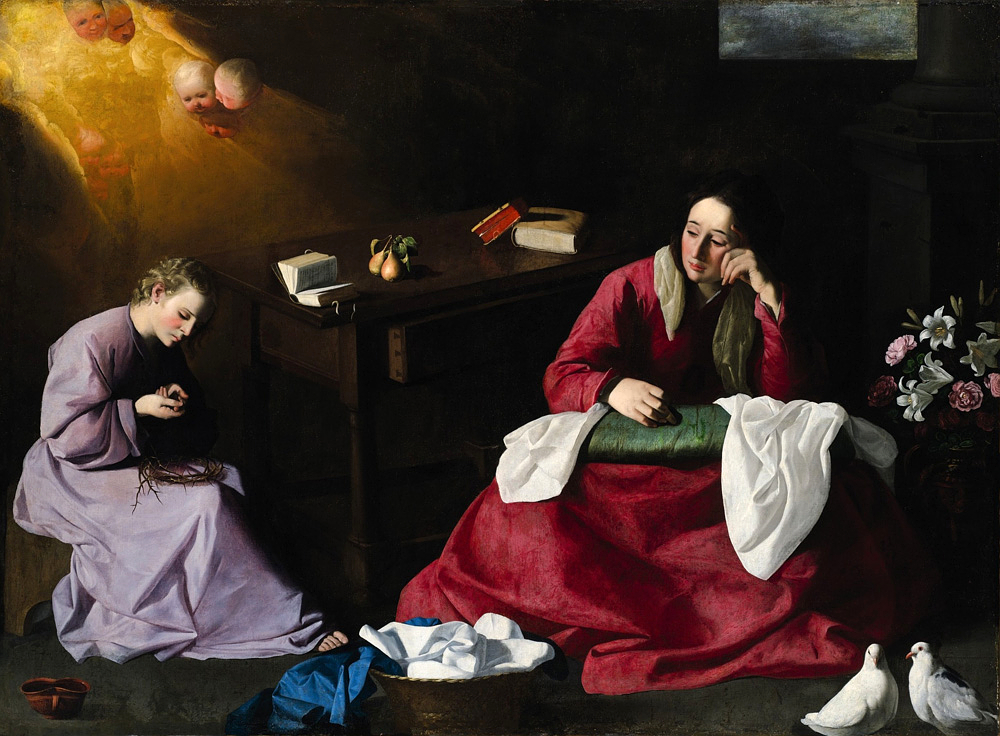
Cristo y la Virgen en Nazaret, de Francisco de Zurbarán.

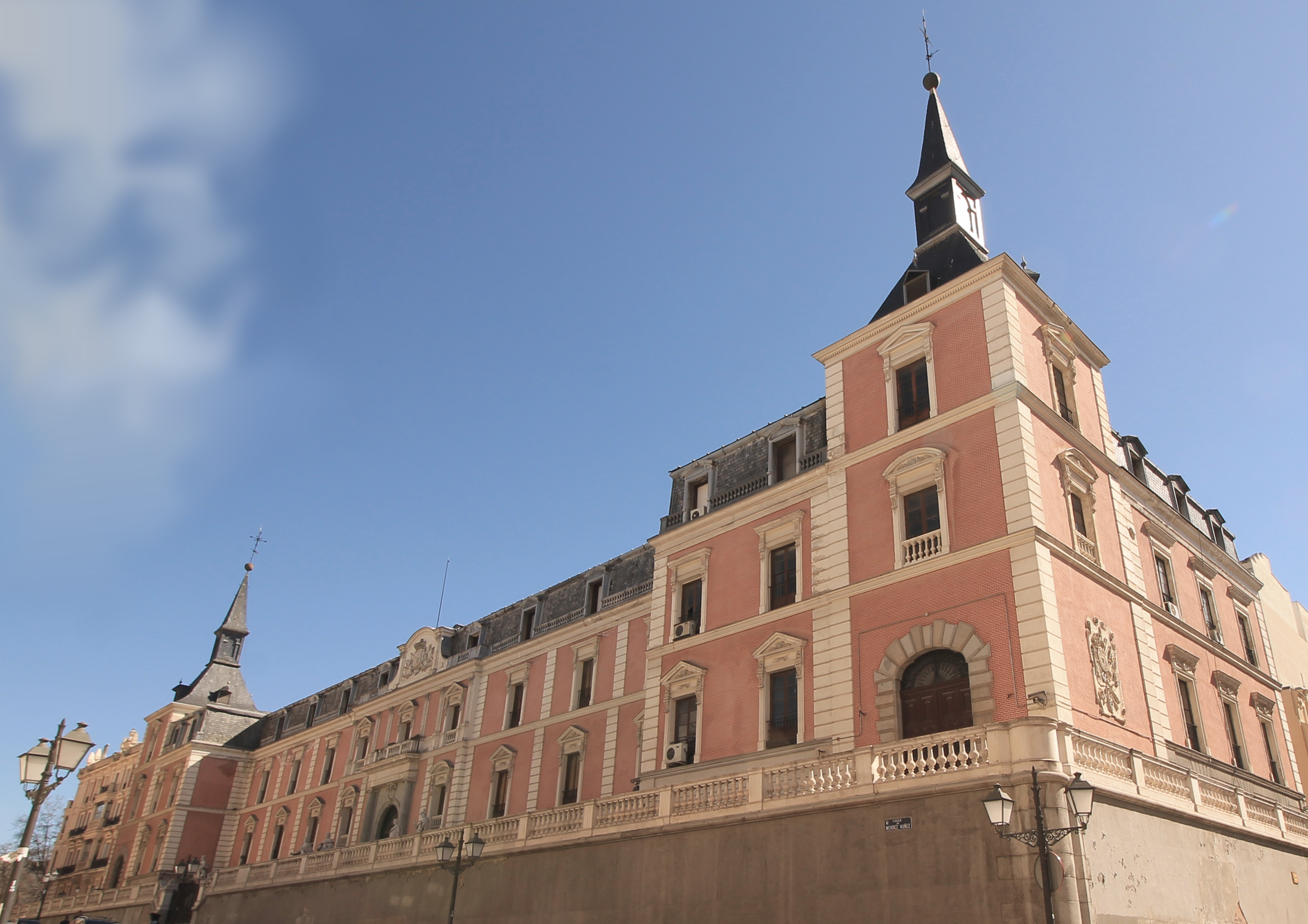
Palacio del Buen Retiro de Madrid.

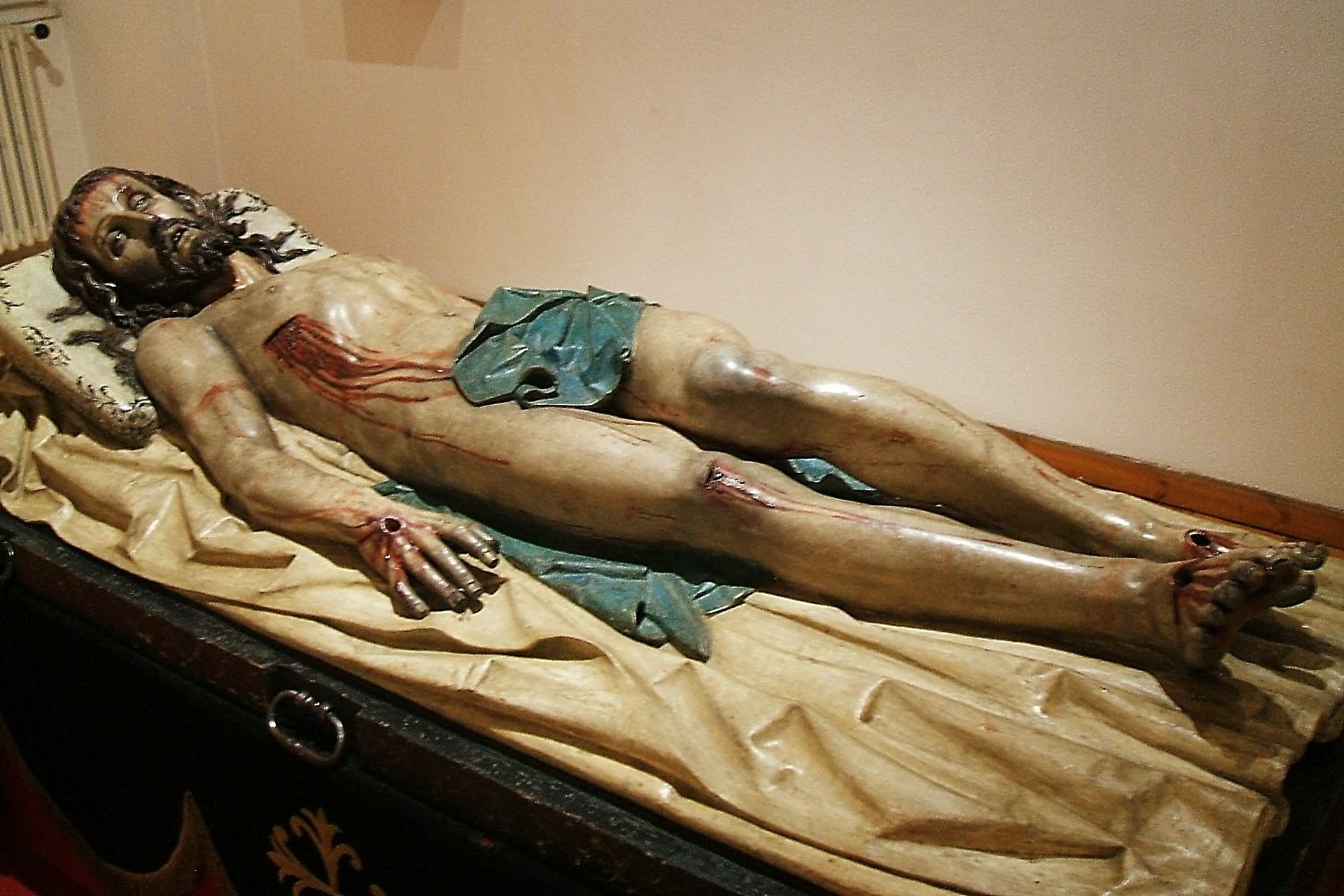
Cristo yacente de Gregorio Fernández.

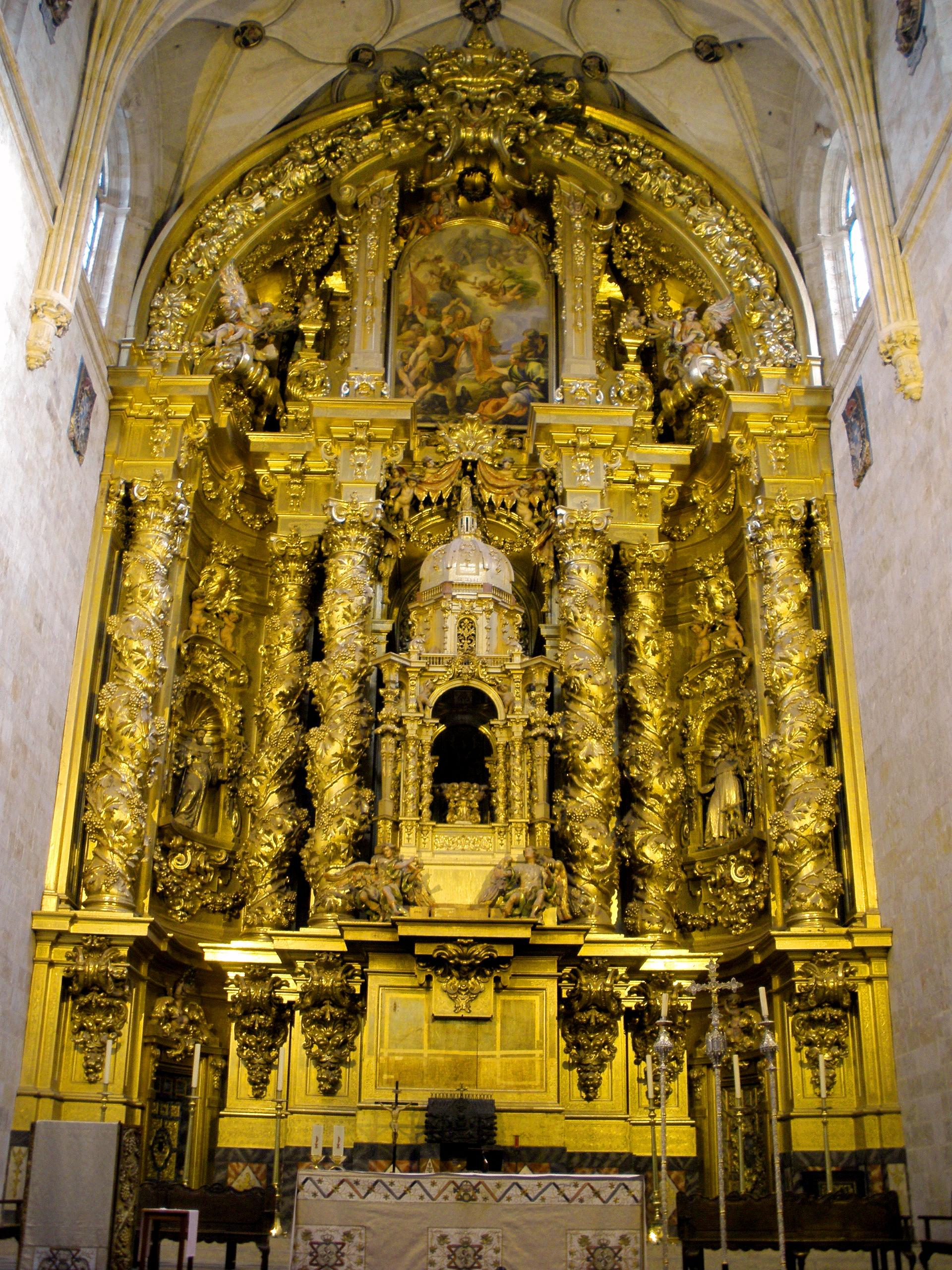
Retablo churrigueresco del Convento de San Esteban de Salamanca.

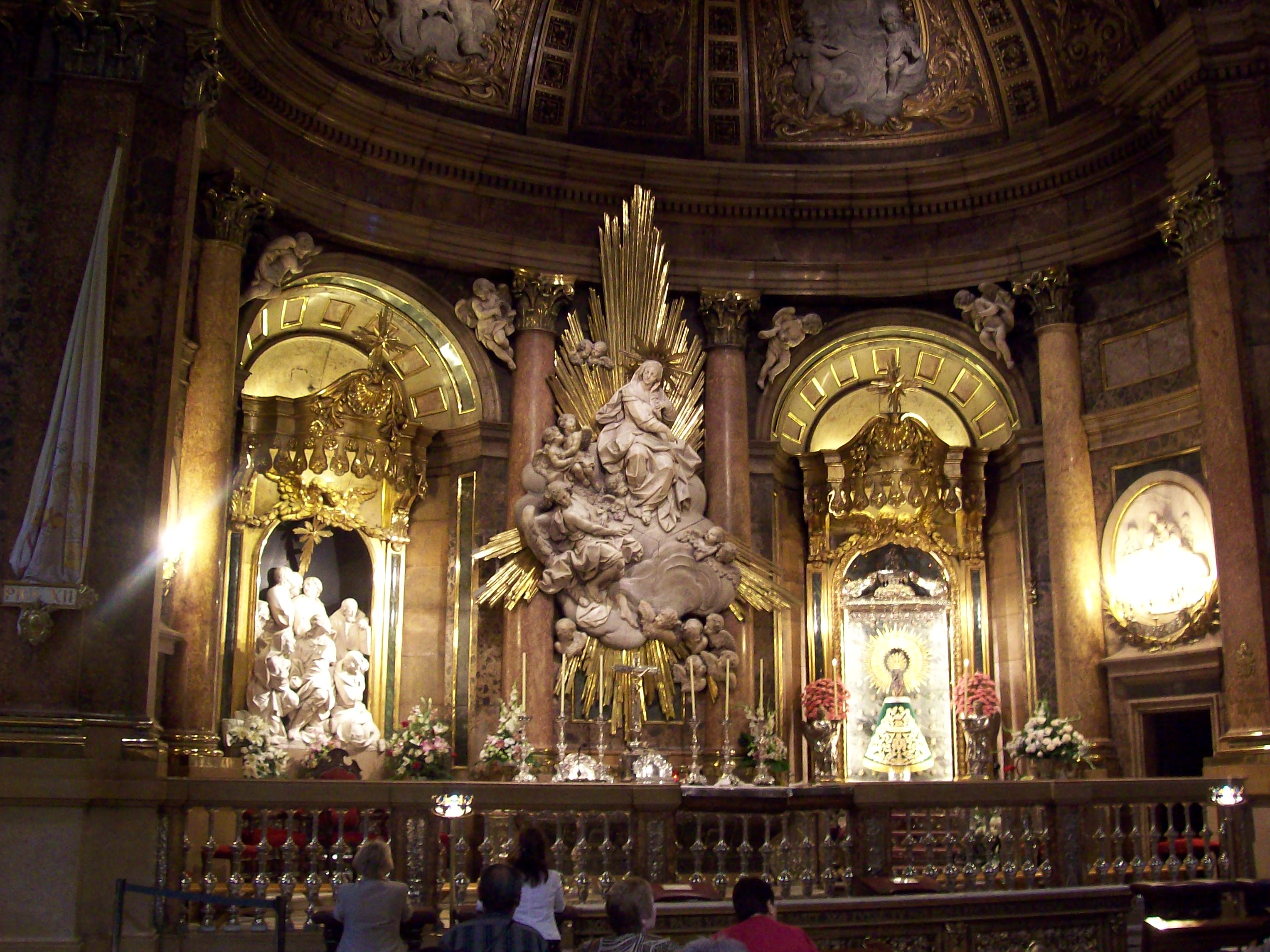
Santa Capilla de Nuestra Señora del Pilar.

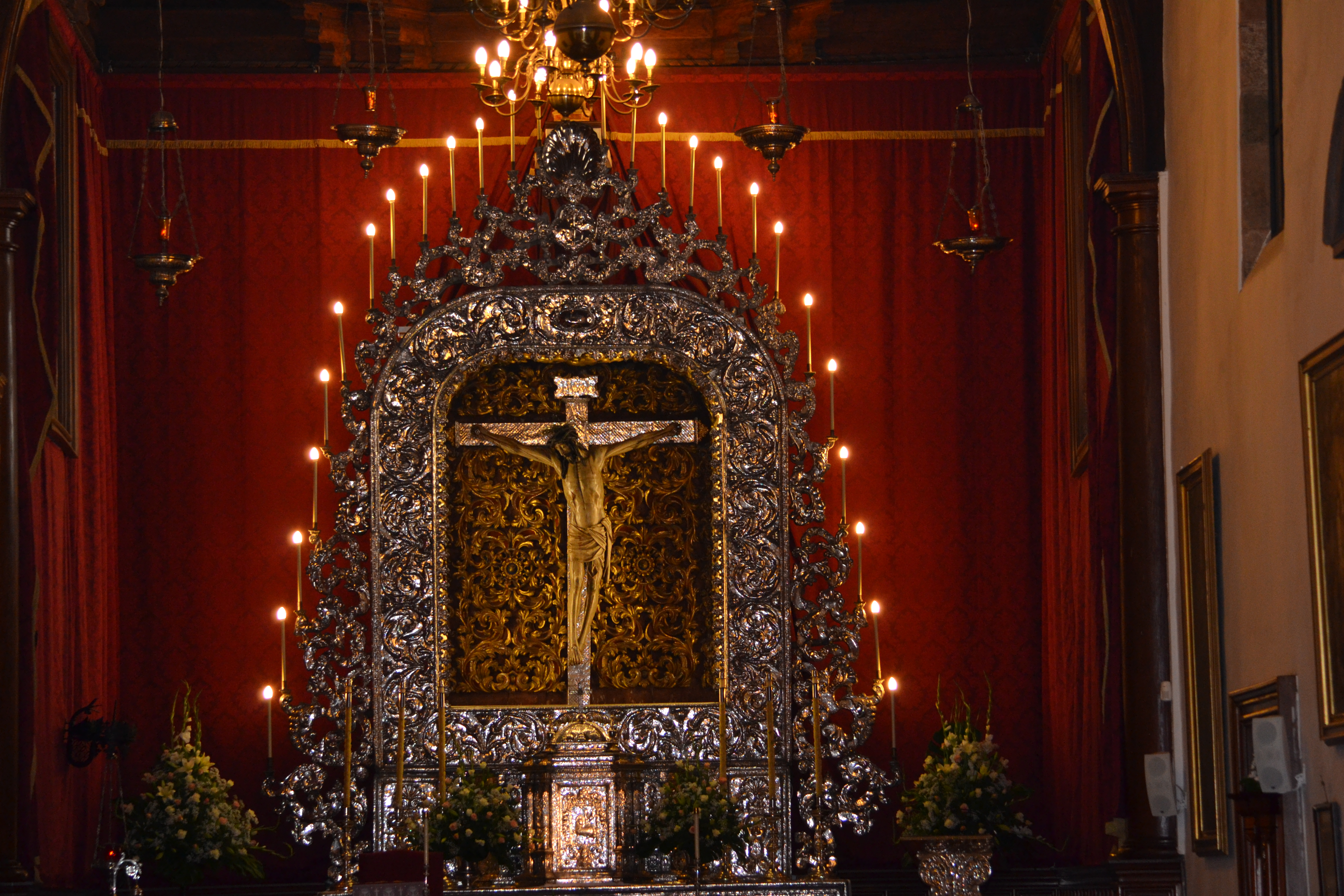
Retablo barroco de plata del Real Santuario del Santísimo Cristo de La Laguna (Tenerife).

Barroco español es un concepto de la historiografía del arte, de la literatura y de la música, y genéricamente de la historia de la cultura
 que se utiliza para clasificar y definir las manifestaciones culturales de la época del Barroco (aproximadamente el siglo y medio entre 1600 y 1750) localizadas en España. 

## Historia
Aunque es más propio para la época denominar Monarquía Hispánica o Imperio español al espacio político gobernado por el rey de España o Su Católica Majestad (los Austrias menores -Felipe III, Felipe IV y Carlos II- y el primer Borbón -Felipe V-), la bibliografía suele delimitar la extensión del uso de la expresión "Barroco español" a las producciones artísticas de la Corte (en Madrid excepto el breve periodo de 1601-1605 en que estuvo en Valladolid) y a las de los territorios de las Coronas de Castilla y de Aragón y el reino de Navarra. En ese espacio, no homogéneo, también se distinguen escuelas locales, especialmente la escuela madrileña (o Barroco madrileño), la escuela sevillana (o Barroco sevillano), la escuela valenciana (o Barroco valenciano), la escuela vallisoletana (también denominada castellana o de Gregorio Fernández -Barroco vallisoletano o castellano-), la escuela salmantina (o Barroco salmantino o churrigueresco), la escuela gallega (o Barroco gallego), la escuela catalana (o Barroco catalán), la escuela aragonesa (o Barroco aragonés), etc. Para la región de Murcia y el Levante se ha definido un estilo local denominado Barroco mediterráneo.
No suelen englobarse en el término Barroco español ni el Barroco portugués (Portugal se independiza en 1640), ni el Barroco italiano de Milán, Sicilia o Nápoles (con la presencia de José Ribera el Españoleto), ni el Barroco flamenco, ni siquiera el Barroco colonial americano o filipino (arte colonial hispanoamericano), aunque a veces se emplea la expresión Barroco español en América o Barroco hispanoamericano. El denominado Barroco novohispano hace referencia al virreinato de Nueva España.

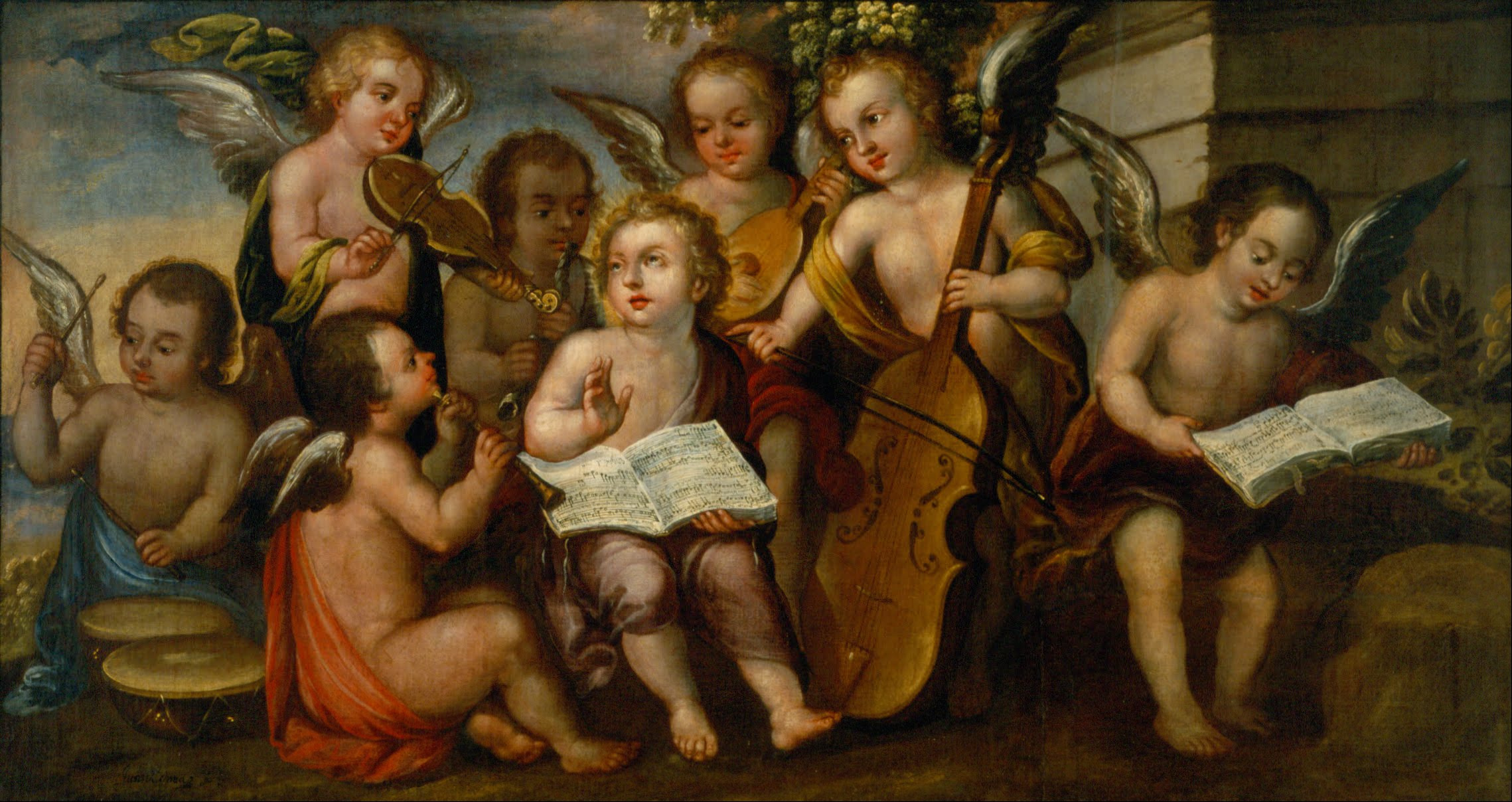
El Niño Jesús con ángeles músicos, de Juan Correa (México, 1645-1716).

## Aspectos críticos del Barroco español
Exceso ornamental: Algunos críticos señalan que el Barroco español a veces tendía hacia un exceso decorativo y teatral, lo que podía resultar en composiciones recargadas y melodramáticas.
Falta de diversidad temática:
Aunque el Barroco español produjo obras maestras en géneros como la pintura religiosa y el retrato cortesano, algunos críticos argumentan que hubo una limitada diversidad temática en comparación con otros movimientos artísticos contemporáneos en Europa.
Contexto histórico y social: El Barroco español estuvo marcado por un contexto histórico de decadencia política y económica, así como por tensiones religiosas. Algunos críticos consideran que estas circunstancias influyeron en el tono melancólico y sombrío de muchas obras barrocas.
En conclusión, el Barroco español fue un periodo artístico notable que produjo obras maestras icónicas y reflejó la rica complejidad de la sociedad y la cultura de la época. Si bien recibió críticas en ciertos aspectos, su legado perdura como una parte integral de la historia del arte europeo, contribuyendo con innovaciones técnicas y expresivas que influyeron en generaciones posteriores de artistas.

## Las artes plásticas en el Barroco español
Para las artes plásticas dentro del arte barroco en España la historiografía del arte se limita habitualmente a las denominadas "artes mayores" (pintura, escultura y arquitectura).
- Pintura barroca de España
- Escultura barroca de España o escultura barroca en España
- Arquitectura barroca de España o ingeniería industrial

- Véanse las secciones dedicadas al arte español o al arte barroco en los artículos:

- Arquitectura del Barroco y Arquitectura en España
- Pintura del Barroco y Pintura en España
- Escultura del Barroco y Escultura en España

- Imaginería

## Otras artes en el Barroco español
- Literatura española del Barroco
- Música del Barroco#España

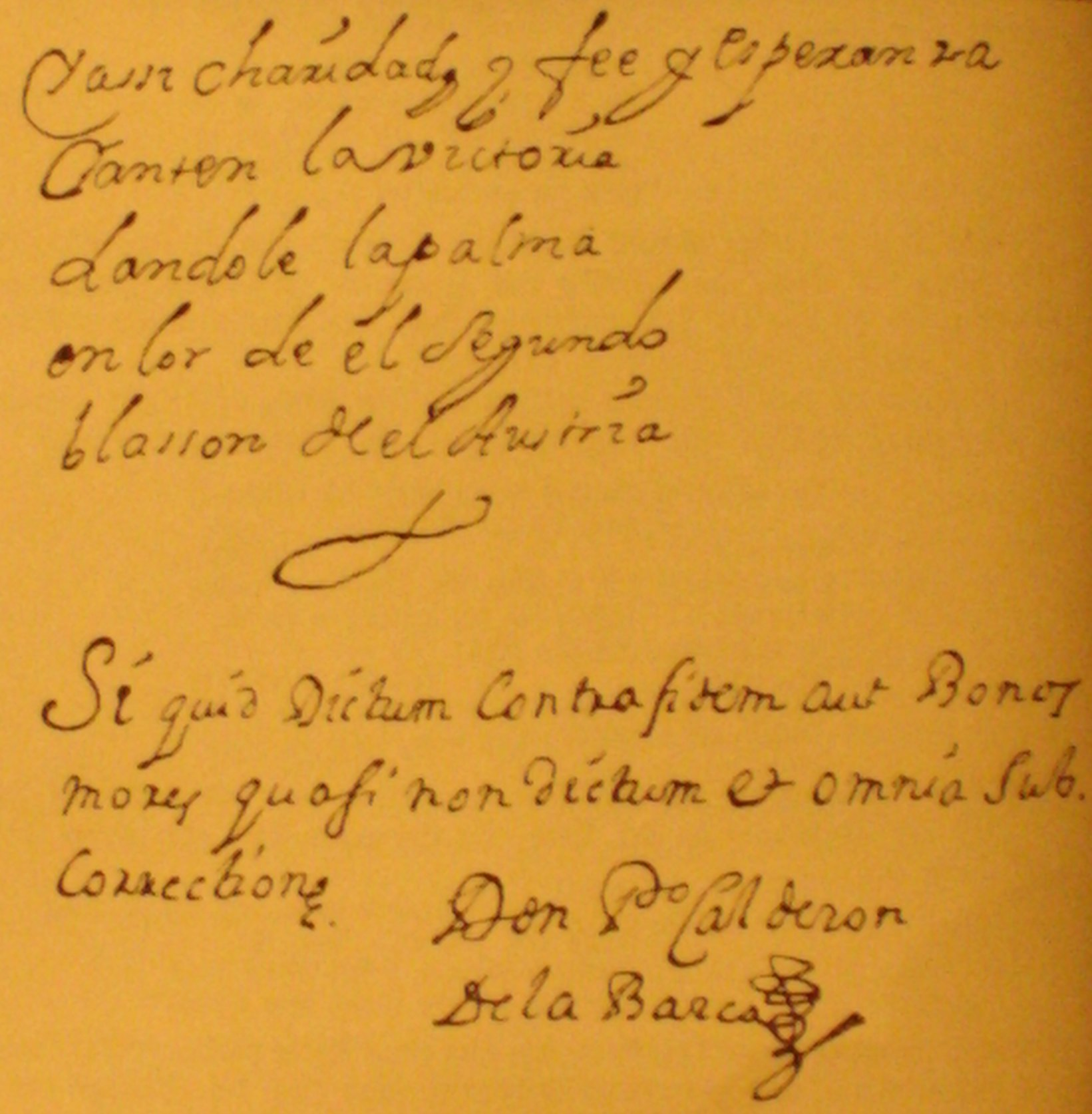
Texto autógrafo de Pedro Calderón de la Barca.
- Concierto para dos órganos en Do Mayor nº 1, de Antonio Soler.

## Otras producciones intelectuales en el Barroco español
- Véase la sección correspondiente en:

- Historia de la ciencia y la tecnología en España (Ciencia y tecnología en el Siglo de Oro español)
- Historiografía (Historiografía barroca española).
- Historia del cristianismo en España (Debates intelectuales en el siglo XVII, Religiosidad popular barroca y otras secciones).